# Phakdi Chumphon (huyện)
Phakdi Chumphon (tiếng Thái: ภักดีชุมพล) là huyện (amphoe) cực tây của tỉnh Chaiyaphum, đông bắc Thái Lan.

## Lịch sử
Tambon Ban Chiang, Wang Thong và Chao Thaong của Nong Bua Daeng đã được tách từ để lập tiểu huyện (King Amphoe) Phakdi Chumphon ngày 1 tháng 8 năm 1988. Đơn vị này đã được nâng thành huyện ngày 7 tháng 9 năm 1995.

## Địa lý
Các huyện giáp ranh (từ phía bắc theo chiều kim đồng hồ) là Nong Bua Daeng, Nong Bua Rawe và Thep Sathit of Chaiyaphum Province, và Wichian Buri, Bueng Sam Phan và Nong Phai của tỉnh Phetchabun.

## Hành chính
Huyện này được chia thành 4 phó huyện (tambon), các đơn vị này lại được chia thành 47 làng (muban). Không có khu vực đô thị (thesaban, và 4 Tổ chức hành chính tambon (TAO).
| 1. | Ban Chiang | บ้านเจียง |  |
| 2. | Chao Thong | เจาทอง  |  |
| 3. | Wang Thong | วังทอง   |  |
| 4. | Laem Thong | แหลมทอง |  |